# Casares
Casares er en by og kommune i det sydlige Spanien i provinsen Málaga. Den har et indbyggertal på 8.486 (2024) indbyggere.